# Vinland Saga
Vinland Saga (ヴィンランド･サガ, Vinrando Saga) est un manga de Makoto Yukimura. Il est prépublié dans le Weekly Shōnen Magazine à partir d'avril 2005 avant d'être déplacé dans le Monthly Afternoon entre décembre 2005 et juillet 2025, et est publié en tankōbon par Kōdansha. La version française est publiée par Kurokawa depuis janvier 2009.
Une adaptation en une série télévisée d'animation par Wit Studio est diffusée pour la première fois entre juillet et décembre 2019. Une deuxième saison produite par le studio d'animation MAPPA, est diffusée de janvier à juin 2023.
En août 2022, le tirage de Vinland Saga s'élève à plus de 7 millions d'exemplaires. La série a remporté le 36e Prix du manga Kodansha du meilleur manga général et le grand prix du 13e Japan Media Arts Festival. L'adaptation animée est largement saluée et est considérée comme l'une des meilleures séries des années 2010[réf. nécessaire].

## Synopsis
Ce manga s'inspire de plusieurs sagas islandaises : le Flateyjarbók, la Saga des Groenlandais et la Saga d'Erik le Rouge. Le titre de la série renvoie à la découverte de l'Amérique du Nord par les Vikings, qui nommèrent cette terre Vinland. La découverte aurait vraisemblablement été le fait du navigateur islandais Leif Erikson autour de l'an 1000, personnage qui apparaît justement dans le manga. Mêlant personnages et évènements historiques avec de nombreux éléments fictifs, Vinland Saga est le récit de la vie d'un jeune islandais, Thorfinn Thorsson. Ce fils d'un illustre guerrier repenti voit sa vie basculer lorsque son père est assassiné par des pirates menés par le rusé Askeladd. Animé par la vengeance, Thorfinn suivra puis intégrera cette bande, avec le désir affiché de tuer dans un duel loyal l'assassin de son père. La quête vengeresse de Thorfinn est le fil rouge du prologue de l'histoire (tomes 1 à 8). Elle le mènera notamment à participer à l'invasion de l'Angleterre par les Danois, au début du XIe siècle. Cette partie de l'histoire traite de sujets divers tels que la guerre, la politique, la religion, et brosse un portrait convaincant et humain de la vie quotidienne des populations victimes de la guerre mais aussi et surtout des guerriers Vikings.
À partir du tome 8 débute le deuxième arc de l'histoire. L'action quitte les champs de bataille anglais pour s'établir dans une propriété agricole d'Europe du Nord, tandis que le thème de la guerre fait place à celui de la rédemption.

## Histoire

### L'arc de la guerre (tomes 1 à 8)
Durant ses 6 premières années, Thorfinn vivait modestement avec sa famille dans un petit village côtier islandais. Ce n'est que lorsqu'un navire Jomsviking, commandé par le seigneur Floki, accosta dans son village qu'il découvrit que son père, Thors Snorrisson, était jadis un illustre guerrier craint de tous et membre des Jomsvikings, surnommé le "Troll de Jom". Ce dernier, bien que dédaignant la violence, se vit obligé par Floki de rejoindre la campagne d'invasion de l'Angleterre à laquelle les Jomsviking allaient participer. Avec l'aide de son ami, le navigateur Leif Erikson, Thors prit ainsi la mer en direction de l'Angleterre, sans se douter qu'il s'agissait d'un piège tendu par Floki. Sur leur route, ils sont attaqués par les pirates d'un certain Askeladd. Ce dernier parvient seulement avec ruse à tuer Thors, sous les yeux de Thorfinn qui s'était embarqué clandestinement sur le navire de son père. Avide de vengeance, Thorfinn jura alors qu'il tuerait Askeladd, et rejoignit sa bande de guerriers. Des années plus tard, Thorfinn est devenu un tueur froid et sans pitié, animé uniquement par son désir de vengeance. En échange de missions qu'il accomplit pour Askeladd, il obtient le droit de l'affronter dans un duel loyal, mais, à chaque fois, se retrouve vaincu.
Vers la fin de l'année 1013, la bande d'Askeladd se verra embarquée au cœur de la lutte du pouvoir pour le trône du Danemark. Quelques semaines plus tôt, ils avaient participé aux côtés de l'armée principale danoise au siège de Londres, cité remarquablement défendue par Thorkell le Grand et ses hommes, des Jomsvikings passés à l'ennemi anglais afin d'affronter simplement des adversaires de meilleure qualité. Sur ordre d'Askeladd, Thorfinn se vit charger de prendre la tête de Thorkell, mais il échoua complètement devant la force monstrueuse de son adversaire. Devant les échecs répétés de son armée, le roi Sven Ier décide de continuer sa route, laissant le soin de tenir le siège à son fils inexpérimenté, le prince Knut. Et ce qui devait arriver arriva : Thorkell finit par attaquer les assiégeants et capturer le prince et sa suite.
Apprenant la nouvelle, Askeladd vit immédiatement les bénéfices qu'il pourrait en tirer s'il parvenait à sauver le prince et projeta de reprendre Knut aux mains de Thorkell, qui s'était lancé à la poursuite de l'armée danoise.
Grâce une nouvelle fois à la ruse de son chef, la bande parvient à sauver Knut. Cependant, Askeladd était loin de se douter qu'il découvrirait un jeune homme timide, frêle et inoffensif en la personne du prince, trop couvé par son protecteur, Ragnar, et absolument incapable de devenir roi. Pour semer l'armée de Thorkell, bien supérieure en nombre à la sienne, Askeladd parvint à faire passer sa bande au Pays de Galles, sa patrie d'origine où il compte des alliés, là où on ne pourra pas les poursuivre. Puis ils prennent la route de Gainsborough, situé dans le territoire contrôlé par le Danemark.
Malheureusement, l'hiver arrive plus tôt que prévu, obligeant la petite troupe à prendre un raccourci et couper en plein cœur du territoire ennemi. Ils s'arrêtent un temps dans un village dont ils massacrent toute la population. Durant leur séjour, Askeladd fera assassiner Ragnar pour obliger Knut à se prendre en main et grandir. Mais une seule villageoise survivante les conduira à leur perte, alertant l'armée de Thorkell sur la localisation de cette armée. Lorsqu'ils apprennent que Thorkell est en route, Askeladd et ses hommes reprennent immédiatement la marche. Néanmoins, des dissensions commencent à apparaître dans la troupe, une majorité des guerriers ne considérant plus le plan de leur chef comme bénéfique. Et, lorsque l'armée de Thorkell les rattrape, ils se retournent contre Askeladd, exigeant que soit livré le prince à leurs poursuivants pour avoir la vie sauve. Askeladd confie alors Knut à la protection de Thorfinn et Björn, son fidèle bras droit, qui parviennent à s'enfuir. Mais très vite, Thorfinn fait demi-tour pour rechercher celui dont il veut plus que tout se venger, laissant Björn se charger seul de la protection du prince contre un groupe de poursuivants. Il parviendra à triompher de la plupart d'entre eux, mais en ressortira grièvement blessé.
Lorsque Thorfinn retrouve Askeladd, l'armée de Thorkell vient tout juste de les rejoindre et de massacrer la bande à l'exception de leur chef. Thorfinn provoque alors Thorkell en duel afin d'obtenir la vie d'Askeladd. Grâce aux conseils de ce dernier, le jeune homme parvient à blesser sérieusement son géant adversaire et à l'emporter. C'est alors que Knut fait à la surprise générale sa réapparition. Durant sa fuite, assistant au combat de Björn, grâce aux paroles du prêtre Willibald qui l'accompagnait, le prince eut une révélation et acquit la majesté qu'il lui manquait. Désireux désormais de prendre le trône à son père, le roi Sven, Knut réussit à obtenir le ralliement à sa cause de l'armée de Thorkell, ainsi que d'Askeladd qui devient ainsi un avisé conseiller dans sa future lutte de pouvoir.
Au début de l'année 1014, Knut rejoint enfin Gainsborough avec ses nouveaux alliés. Lors de leur entrevue, son père comprend rapidement qu'il a changé et qu'il convoite désormais sa couronne. Un jeu de fins stratèges s'installe alors entre les deux camps. Sven propose à Knut de le rejoindre à York où un grand banquet pour célébrer la conquête de l'Angleterre se tiendra en présence des plus puissants seigneurs danois. Contre toute attente, c'est durant ce banquet que prendra fin la lutte entre le roi et son fils. Sven annonce devant son armée qu'il projette d'envahir le Pays de Galles, provoquant la consternation d'Askeladd. Quand ce dernier tente de l'en dissuader, le roi lui propose d'épargner son pays d'origine s'il assassine lui-même Knut. Devant ce cruel dilemme, Askeladd ne voit plus qu'une seule solution, se sacrifier lui-même. Il tue alors le roi à la consternation générale, faisant passer son acte pour la folie d'un homme.
Thorfinn, qui n'assistait pas au banquet, fut alerté par la foule quittant le palais et découvrit ce qui s'était passé. Il tenta de rejoindre Askeladd, qui avait triomphé de tous les gardes qui l'avaient attaqué, mais arriva trop tard pour voir Knut blesser mortellement Askeladd, qui rendit alors son dernier soupir dans ses bras. Fou de chagrin en voyant son unique raison de vivre, sa vengeance, disparaître ainsi, Thorfinn tente de tuer Knut mais est maîtrisé de justesse. Et, tandis que Knut, salué en héros par l'assistance pour avoir tué le régicide, s'empare de la couronne, Thorfinn est traîné hors du palais et disparaît dans les limbes de l'Histoire.

### L'arc de l'esclavage (tomes 8 à 14)
Un an et demi ont passé. C'est par l'intermédiaire d'un certain Einar, un esclave anglais, que l'on retrouve la trace de Thorfinn. Pour avoir tenté de tuer Knut, il fut réduit en esclavage et vendu à un riche propriétaire terrien danois du nom de Ketil. C'est dans la ferme de ce dernier que le jeune homme, difficilement reconnaissable, défriche la forêt et cultive la terre. Hanté la nuit par les cauchemars de son ancienne vie, il sue le jour du labeur de sa nouvelle vie servile. Pourtant, s'il croit ne plus avoir envie de vivre, il va très vite découvrir son erreur. Grâce au soutien de quelques personnes, d'Einar son premier et seul ami, de son bienveillant maître, Ketil, ou du père de ce dernier, Sverker, de l'amitié d'une esclave comme Arneis dont Einar tomba amoureux, Thorfinn va doucement se reconstruire et emprunter la voie de la rédemption, jurant qu'il renonce désormais à toute violence. Thorfin et Einar travaille d'arrache pied a la ferme dans l'espoir de racheter leurs liberté a Ketil. 
La vie paisible de la ferme est bouleversée par l'arrivée d'Harnied, un fugitif dangereux et violent en provenance d'une exploitation voisine. Harnied, ancien mari d'Arneis, fut réduit à l'esclavage après être parti pour la guerre. Leur histoire remonte à plusieurs années où ils formaient un couple avec un enfant. Capturé par les hommes de Ketil, Harnied reçoit l'aide de son ancienne épouse Arneis pour s'évader, entraînant avec elle Einar et Thorfinn. Lorsque Ketil découvre cela, il frappe Arneis jusqu'à la rendre inconsciente, et son état de santé devient une source de grande inquiétude, notamment pour Einar.
Simultanément, Knut, le nouveau souverain légitime du Danemark, débarque sur les côtes de l'exploitation pour soumettre la riche ferme de Ketil. Accompagné des Jomsvikings de Floki, ils écrasent rapidement l'armée paysanne levée par Ketil. Dans ce contexte de violence, Thorfinn décide d'intervenir, fidèle à ses nouvelles valeurs pacifiques. Il réussit à rencontrer Knut et, après un dialogue, parvient miraculeusement à le convaincre d'abandonner son assaut, permettant ainsi à Thorfinn de poursuivre sa nouvelle vie.
Pendant ce temps, Leif, qui avait promis à la mère de Thorfinn de retrouver son fils, rejoint la ferme de Ketil et convainc Thorfinn de retourner en Islande auprès de sa famille. Thorfinn embarque alors sur le bateau de Leif et persuade Einar, toujours en deuil d'Arneis, de l'accompagner en Islande.
Thorfinn nourrit désormais le rêve de retourner avec Einar sur la terre de Vinland, décrite par Leif lorsqu'il était enfant. Il aspire à y fonder une nouvelle société où la guerre et l'esclavage seraient bannis, incarnant ainsi un idéal de paix et de liberté.

## Personnages
Note : 1er doublage = doublage de Netflix (streaming), 2e doublage = doublage de Kazé (DVD/Blu-ray)

### Thorfinn(トルフィン,Torufin?)
Voix japonaise : Yuto Uemura (ja) ; Shizuka Ishigami (ja) (enfant) , voix française : Alexandre Nguyen (1er doublage) , Kaycie Chase (enfant) (1er doublage) ; Benoît Fort (2e doublage) , Estelle Darazi (enfant) (2e doublage) 
Jeune guerrier froid, solitaire et rongé par le désir de vengeance, il est âgé de près de dix-sept ans dans le prologue de la série. Bien qu'il haïsse Askelaad pour avoir assassiné son père, il fait partie de sa troupe de guerriers, afin de pouvoir le tuer en combat singulier. Pour avoir le droit de l'affronter régulièrement en duel, il doit accomplir des missions particulièrement difficiles pour ce dernier. Néanmoins, lors de chaque combat, il en ressort vaincu par l'habileté et la ruse de son adversaire.
Par sa mère Helga, Thorfinn est de haute naissance, car petit-fils de Sigvald, le général en chef des Jomsvikings, et donc petit-neveu de Thorkell le Grand, adversaire qu'il affrontera par deux fois.
S'il n'a pas hérité de la taille imposante de son père, il possède néanmoins toute son habileté au combat. Thorfinn manie à la perfection deux dague qui l'obligent à se battre en combat rapproché. Mais son inexpérience et son incapacité à se contrôler lui font perdre facilement son sang-froid, ce dont profitent certains de ses adversaires, comme Askeladd.
Dans le tome 7, on apprend que les vikings commencent à le surnommer Thorfinn Karlsefni (qui signifierait selon l'éditeur Kurokawa "garçon prometteur"), grâce à son exploit face à Thorkell. Il ne fait alors plus aucun doute que l'auteur s'est inspiré de Thorfinn Karlsefni, le personnage principal de la Saga d'Erik le Rouge, pour créer le personnage de Thorfinn. Néanmoins, il est difficile de les comparer, tant les différences de dates, d'histoire et de parcours sont grandes.
À la fin du prologue, Thorfinn assiste à la mort d'Askeladd sans avoir pu assouvir sa vengeance. Fou de chagrin, il s'en prendra à Knut mais échouera. Pour ce geste, il sera réduit en esclavage et vendu à un riche propriétaire terrien danois du nom de Ketil. Thorfinn y travaille désormais la terre en compagnie d'un esclave anglais, Einar, qui deviendra son premier véritable ami. Mais le jeune homme n'a plus rien à voir avec le tueur sans pitié qu'il a pu être par le passé. Sans raison de vivre, il se dit lui-même complètement vide, se demandant même s'il a la volonté de vivre. Mais avec le temps et le soutien de quelques proches, il finira par se reconstruire et prendre le chemin de la rédemption et de la non-violence.

### Einar(エイナル,Einaru?)
Voix japonaise : Shunsuke Takeuchi, voix française : Jim Redler (1er doublage), Juan Llorca (2e doublage)
Originaire du nord de l'Angleterre, Einar parle à la fois le norrois et l'anglais. Einar connut une enfance marquée par la tragédie. Devenu l'homme de la maison après la mort de son père, il était un fermier dévoué soutenant sa mère, Emma, et sa sœur, Lotta.
Leur vie paisible a pris fin lors d'une attaque Viking, entraînant la mort d'Emma et Lotta. Capturé et vendu comme esclave, Einar, profondément marqué par la perte, est déterminé à reconstruire sa vie en honneur à la mémoire de sa famille. Les derniers mots d'encouragement de Lotta et Emma résonnent en lui, l'inspirant à ne jamais abandonner malgré les épreuves.
Rencontrant Thorfinn peu après son arrivée, ils travaillent ensemble pour défricher une zone forestière, gagnant ainsi leur liberté d'esclavage. Bien qu'ils ne soient pas immédiatement devenus amis, le temps passé à travailler ensemble et la compréhension du passé de Thorfinn ont conduit Einar à le considérer comme un ami, voire comme un frère. Leur objectif commun est d'établir un pays au Vinland, exempt d'esclavage et de violence, après la mort d'Arnheid.
Jeune homme émotionnel et proche compagnon de Thorfinn, Einar révèle sa sensibilité à la ferme de Ketil. Bien qu'il soit franc, il montre une compréhension profonde des personnes qui l'entourent, particulièrement envers les difficultés de Thorfinn. Malgré ses lacunes en combat, Einar s'engage à aider Thorfinn de toutes les manières possibles, restant un compagnon toujours accueillant.
Einar a peu de compétences au combat, mais sa taille imposante et sa musculature robuste,  ajoutées à une expérience pratique dans l'agriculture et d'autres tâches, en font un individu solide.
Note : le nom de Einar peut être interprété comme signifiant "guerrier unique" ou "guerrier solitaire" dans le contexte de l'ancien norrois. Il est formé à partir des éléments "ein", qui signifie "unique" ou "seul", et "arr", qui signifie "guerrier" ou "soldat". Ainsi, "Einar" pourrait être compris comme un guerrier exceptionnel ou solitaire. Il est directement lié au concept des einherjar, guerriers morts-vivants de la mythologie nordique.

### Askelaad(アシェラッド,Asheraddo?)
Voix japonaise : Naoya Uchida (ja), voix française : Féodor Atkine (1er doublage) , Yann Pichon (2e doublage)
Mi-danois, mi-gallois, fils d'une princesse galloise capturée lors d'un raid viking, Askelaad commande une petite mais puissante troupe de guerriers qui doit son succès à l'intelligence sans commune mesure de son chef. Dix ans avant les évènements relatés au début de la série, il accepte la mission d'assassiner Thors, le père de Thorfinn.
Il est présenté comme l'un des meilleurs guerriers de la série, particulièrement doué à prévoir les attaques de ses adversaires. Malin, il n'hésite pas à utiliser la ruse pour tromper ceux qui le gênent, qu'ils soient ennemis ou alliés, et incarne le guerrier sans scrupule. Bien qu'il ne le traite pas toujours bien et qu'il entretienne sa haine envers lui, Askelaad éprouve quand même une certaine affection pour Thorfinn, et reconnait sa valeur de guerrier en lui confiant les missions les plus difficiles.
Il croit en la légende d'Avalon, et c'est pourquoi il aidera le prince Knut dans son accession au trône du Danemark. Son vrai nom est Lucius Artorius Castus.
Note : le nom d'Askelaad est inspiré du personnage légendaire norvégien Askeladden.

### Björn(ビョルン,Byorun?)
Voix japonaise : Hiroki Yasumoto, voix française : Adrien Antoine (1er doublage), Jochen Hägele (en) (2e doublage)
Second d'Askelaad, Björn est un homme bien bâti qui combat pour l'amour de se battre. Brute épaisse, il est capable d'entrer dans d'impressionnantes colères après la consommation d'un champignon qu'il semble être le seul à posséder : le champignon du Berserker. Björn est tué à Gainsborough par Askelaad suivant la tradition voulant qu'un guerrier doive mourir l'arme à la main pour pouvoir entrer au Valhalla. Björn était déjà mourant lors de ce duel, à la suite des blessures reçues en protégeant le prince Knut.
Note : Bjørn est le mot norvégien utilisé pour le terme "ours", un nom communément associé aux Vikings.

### Thors(トールズ,Tōruzu?)
Voix japonaise : Kenichirō Matsuda, voix française : Daniel Lobé (1er doublage), Julien Chatelet (2e doublage)
Père de Thorfinn, Thors est un général Jomsviking dont les qualités de guerrier lui valent le surnom de "Troll de Joms". Lors d'une bataille navale il est dit qu'il tombe à l'eau vêtu de son armure, et on ne le voit pas remonter à la surface. Il revient trois mois plus tard en secret dans la base des jomsvikings pour emmener sa femme Helga, la fille de Sigvald lui-même roi des jomsvikings. Surpris par Thorkell, il tente de le convaincre de le laisser partir en lui affirmant avoir découvert ce qu'était le véritable guerrier. Frustré et ne comprenant pas, Thorkell accepte et le provoque une dernière fois en duel. Thors affirme ne pas avoir besoin de son épée, ce qui irrite encore Thorkell, avant de briser sa hache d'un coup de poing et de l'assommer d'un autre, puis de s'enfuir avec Helga avec laquelle il va couler une retraite paisible en compagnie de Ylva sa fille aînée (Peu après naît Thorfinn). Cependant, les Jomsvikings découvrent la supercherie et si sa notoriété lui permet d'éviter l'exécution, il doit quand même retourner au combat. Avant qu'il n'atteigne le théâtre des hostilités, il est trahi par un ancien camarade, Floki, qui engage Askelaad pour l'assassiner.
Thors est présenté comme étant le meilleur des guerriers de la série, ayant vaincu en duel des hommes du niveau d'Askelaad ou Thorkell. Sa force était telle que Floki était peu désireux de l'affronter directement, même avec un escadron complet de guerriers Jomsvikings, et monta une embuscade pour le vaincre. Thorfinn, alors âgé de six ou sept ans, s'était faufilé en secret sur le bateau qui emmenait son père et assiste à sa mort.
Note : le nom de Thors semble être inspiré de celui du dieu nordique Thor, qui s'entre-tuera avec le serpent de Midgard lors du ragnarok.

### Thorkell(トルケル,Torukeru?)
Voix japonaise : Akio Otsuka, voix française : Gilles Morvan (1er doublage), Laurent Blanpain (2e doublage)
Thorkell est également un général jomsviking, comme Thors ; c'est un géant (petit frère de Sigvald le roi jomsviking), qui, par goût pour la guerre, a déserté l'armée danoise et est devenu mercenaire à la solde des Anglais, afin de pouvoir affronter les meilleurs des guerriers, ses camarades Vikings. C'est ce même goût du défi qui l'incitera à aider le prince Knut à accéder au trône du Danemark.
Avant la désertion de Thors, il combattait avec lui et le tenait en grande estime ; il s'attachera à Thorfinn parce qu'il est son fils, mais aussi parce que le jeune garçon est un adversaire hors pair. Ils s'affronteront deux fois : Thorkell gagne le premier duel à Londres, mais y laisse deux doigts, et, après avoir échoué à ravir Knut à Askelaad, il perd le second duel où Thorfinn, perdant son sang-froid, lui crèvera un œil.
Ses armes de prédilection sont deux haches, mais son atout principal est sa stature imposante et sa force physique hors du commun ; lors d'un de ses combats contre les troupes d'Askelaad, bien que se trouvant à plusieurs centaines de mètres, il projette une lance avec une telle force qu'elle décapite un homme et embroche les trois suivants.
Note : le personnage de Thorkell est inspiré de Thorkell le Grand, un seigneur Jomsvikings qui est le mentor de Knut dans la saga Flateyjarbók.

### Knut(クヌート,Kunūto?)
Voix japonaise : Kensho Ono (en), voix française : Martin Faliu (1er doublage), Mathieu Touquet (2e doublage)
Knut est un prince danois de 17 ans, second fils du roi Sven Ier. Il apparaît initialement comme un garçon timide à l'allure féminine, incapable de parler en public et sans son garde personnel, Ragnar. Très chrétien de surplus, il sera la risée des guerriers Vikings, notamment durant le voyage qu'il effectue avec la troupe d'Askelaad. Cependant, après la mort de Ragnar, exécuté par Askelaad, son caractère change complètement, et il se révèle charismatique et apte à gouverner. Dans le but de créer un monde parfait sur Terre avant le retour de Dieu, il veut pacifier l'Angleterre et la réunir au Danemark ; il complote ainsi pour prendre le trône à son père, aidé d'Askelaad, Thorkell et Thorfinn.
Peu à peu, il s'endurcit et ressemble de plus en plus, par ses actions avides de pouvoir, à son père le roi Sven.
Note : Le roi Knut le Grand, ou Canute, sera le plus important souverain danois à avoir régné sur l'Angleterre.

## Manga
Vinland Saga écrit et dessiné par Makoto Yukimura, a débuté le 13 avril 2005 dans le magazine hebdomadaire Weekly Shōnen Magazine de l'éditeur Kōdansha. En octobre de la même année, la parution est suspendue, pour reprendre en décembre dans le magazine mensuel Afternoon, également produit de Kōdansha.
Ce changement est dû au rythme de création que Makoto Yukimura ne pouvait soutenir ; un chapitre par semaine semble en général peu adapté aux séries historiques, où les recherches prennent du temps, où l'intrigue s'inscrit dans un temps long et où les décors doivent être plus travaillés. Il existe donc deux versions des tomes 1 et 2, à cause du transfert de la série du magazine Weekly Shōnen Magazine à Afternoon,. La réimpression à partir de la publication d'Afternoon a apporté des couvertures différentes et de nouveaux commentaires de l'auteur, sur les jaquettes.
L'auteur utilise parfois des omakes, des chapitres spéciaux et autres moyens pour commenter la réalisation de Vinland Saga. Makoto Yukimura est aidé, pour les dessins, par quatre assistants : Haito Kumagai, Kazuoki Suzuki, Tomoyuki Takami et Daiju Watanabe[réf. souhaitée].
Le dernier chapitre est publié le 25 juillet 2025. Le manga compte 28 tomes au Japon depuis le 21 juin 2024,. La parution française est réalisée par Kurokawa depuis janvier 2009.

## Anime
Le 19 mars 2018, la société de production Twin Engine a annoncé que la série recevrait une adaptation en une série télévisée d'animation produite par Wit Studio,. Celle-ci est réalisée par Shūhei Yabuta avec les scripts écrits par Hiroshi Seko et Kenta Ihara, les character designs de Takahiko Abiru et la bande originale composée par Yutaka Yamada,. Composée de 24 épisodes, la série est diffusée pour la première fois au Japon entre le 8 juillet et le 30 décembre 2019 sur NHK General TV, avec les trois premiers épisodes diffusés consécutivement,. La diffusion du 10e épisode a été retardée d'une semaine en raison de la couverture médiatique de l'arrivée imminente du typhon Faxai (en),. En raison de la diffusion du Championnats du monde d'athlétisme handisport sur NHK, l'épisode 18 a été retardé d'une semaine et a été diffusé le 17 novembre 2019.
Amazon détient les droits exclusifs de diffusion en streaming de la série au Japon et à l'étranger via son service de vidéo à la demande, Prime Video, et dont le premier épisode est sorti le 7 juillet 2019,. Le premier épisode est diffusé en avant-première mondiale lors de la 20e édition de la Japan Expo en juillet 2019. Le 7 juillet 2021, Twin Engine annonce la production d'une deuxième saison avec le retour de Shūhei Yabuta à la réalisation, Hiroshi Seko au scénario, Takahiko Abiru au design des personnages et Yutaka Yamada à la composition musicale,. Cette deuxième saison est produite par le studio d’animation MAPPA. La série est diffusée au Japon sur les chaînes Tokyo MX et BS11 du 10 janvier au 20 juin 2023 avec un total de 24 épisodes,. La deuxième saison de l'anime est disponible à l'international sur Crunchyroll excepté en Asie et sur Netflix excepté en Chine.

## Réception
En août 2022, le tirage de Vinland Saga s'élève à plus de 7 millions d'exemplaires en circulation.
Le manga a été nommé pour le 1er Manga Taisho en 2008. Vinland Saga reçoit le 13e Grand Prix du Manga décerné au Japan Media Arts Festival en 2009; le manga fait également partie de la Jury Sélection lors de la 25e édition en 2022. En 2012, le manga remporte le 36e Prix du manga Kōdansha dans la catégorie générale,.